# Messageries du livre
Messageries du livre est une libraire du Luxembourg fondée en 1973 de la fusion entre Presses de la Cité, Diffusion et de Sequana.